# نقار الخشب ستيرلنج
نقار الخشب ستيرلنج (الاسم العلمي: Dendropicos  stierlingi) (بالإنجليزية: Stierlings  Woodpecker)‏ هو طائر ينتمي إلى نقار الخشب (فصيلة: Picidae).